# Tom Bowman
Pour les articles homonymes, voir Bowman.
Pas d'image ? Cliquez ici

a Compétitions nationales et continentales officielles uniquement.

b Matchs officiels uniquement.
Dernière mise à jour le 12 novembre 2024.
Thomas Murray Bowman, né le 13 juillet 1976 à Tamworth (Australie), est un ancien joueur de rugby à XV qui a joué avec l'équipe d'Australie. Il évoluait au poste de deuxième ligne (2 m pour 117 kg). 

## Carrière

### En club et province
Il a fini sa carrière de joueur en Europe avec la province du Munster.

### En équipe nationale
Il a eu sa première sélection avec l'équipe d'Australie le 6 juin 1998 contre l'Angleterre (défaite mémorable des anglais par 76-0). 
Son dernier test match fut contre les États-Unis   le 14 octobre 1999 dans le cadre de la Coupe du monde 1999.

## Palmarès
- Nombre de test matchs avec l'Australie :  16